# Georg Heinrich Greif
Georg Heinrich Greif (* 2. Juni 1734 in Heide (Holstein); † 3. Dezember 1796 in Flensburg) war ein deutscher Theologe.

## Leben
Georg Heinrich Greif wurde nach der Beendigung seiner Studien 1761 Diakon in Büsum, einer Gemeinde im Kreis Dithmarschen in Schleswig-Holstein. Von dort wurde er 1782 als Diakon an die Nikolaikirche zu Flensburg versetzt. Er erwarb sich den Ruf eines sehr tätigen Pfarrers und guten Predigers und starb hier 1796 im Alter von 62 Jahren.
Greif betätigte sich auch als Dichter und sein poetisches Talent wurde nicht weniger als seine Rednergabe bei fröhlichen und traurigen Gelegenheiten in Anspruch genommen. Diese Predigten und Gedichte sind auch gleichzeitig gedruckt worden. Im Buchhandel erschienen nur Zwei Predigten: Von den Gerechten, die es gut haben, und von dem Zunahen Gottes zu dem, der sich ihm naht (Flensburg 1777) und die Predigt über eine Stelle des zehnten Kapitels der Apostelgeschichte: Die Freunde, nicht die Feinde Jesu sind die besten Zeugen seiner Auferstehung in einer Sammlung von im Herzogtum Schleswig und Holstein gehaltenen Predigten und Reden (Heide 1779). Seine Abhandlung Über die Vollkommenheit der Zahl 9 (in der Leipziger Gelehrten Zeitung, 1765, S. 420–424) ist ein auf keiner philosophischen Grundlage beruhender Versuch.